# Hirschberger Bach
Der Hirschberger Bach, im Oberlauf bis zur Bilsteinhöhle Bilsteinbach genannt, ist ein 9,5 km langer, südlicher und orografisch rechter Nebenfluss des Schorenbachs in Nordrhein-Westfalen. Der Bach fließt erst ein kleines Stück im Hochsauerlandkreis und dann im Gebiet der zum Kreis Soest gehörenden Stadt Warstein.

## Verlauf
Der Bilsteinbach entspringt im Naturpark Arnsberger Wald etwa 1,2 km westlich des Gebirgspasses Stimmstamm. Seine auf rund 547 m ü. NN liegende Quelle und die ersten etwa 750 m Fließstrecke liegen auf dem Gebiet von Meschede im Hochsauerlandkreis.
Gänzlich im Naturpark Arnsberger Wald und anfangs in nordöstliche Richtungen fließend wendet sich der Bach ab Am Huxborn nach Norden. Danach fließt er nach Nordosten. Am Bilsteinfelsen verschwindet der Bach in Schlucklöchern. Nach etwa 300 m unterirdischem Weg tritt er in zwei Quellen wieder an die Oberfläche. Ab hier wird er Hirschberger Bach genannt.
Weiter in überwiegend nördliche Richtungen fließend mündet der Bach etwa 1 km westlich von Warstein auf etwa 295 m ü. NN in den Wester-Zufluss Schorenbach.

## Sohlgefälle und Einzugsgebiet
Bei einem Höhenunterschied von 252 m beträgt das mittlere Sohlgefälle des Hirschberger Bachs 26,5 ‰. Das 11,144 km² große Einzugsgebiet wird über Schorenbach, Wester, Möhne, Ruhr und Rhein zur Nordsee entwässert.

## Sehenswürdigkeiten
Im Tal liegen die Bilsteinschauhöhle und drei weitere Kulturhöhlen.